# Kułu
Kułu (ros. Кулу) – rzeka w azjatyckiej części Rosji, w Kraju Chabarowskim i obwodzie magadańskim; jedna z rzek tworzących Kołymę; długość 384 km; powierzchnia dorzecza 15 100 km².
Powstaje w górach Suntar-Chajata z połączenia kilku mniejszych rzek; płynie w głębokiej dolinie miejscami dzieląc się na liczne ramiona lub meandrując; u podnóży Gór Czerskiego łączy się z rzeką Ajan-Juriach tworząc Kołymę.